# Richard Yari
Richard Franz Marian Yary (également: Riko Yary, pseudonymes : Yaryga, Karpat) (né à Rzeszów le 14 avril 1898 ; mort le 20 mai 1969) fut un journaliste ukrainien nationaliste, également politicien et militaire.
Yari était un des plus hauts fonctionnaires de l'OUN, Organisation des nationalistes ukrainiens associé et conseiller de Stepan Bandera. Il est né à Rzeszów, Galicie, (alors encore Autriche-Hongrie).

## Contestations sur ses ascendances
Des contestations existent concernant ses ascendances. Des historiens s'en sont préoccupés. Il s'agit d'une querelle de sources dont les preuves font défaut et qui concerne ses origines juives ou non juives.
Suivant l'histoire ou la légende de la famille elle-même, elle descendrait d'un Cosaque ukrainien blessé durant le Siège de Vienne en 1683. Yari épousa Olga Rosalie Spielvogel, une jeune fille juive de Peremychliany, en 1923.

## À l'armée
En 1912, il compléta ses études à l'Académie militaire de Wiener Neustadt. Durant la Guerre de 1914-1918 il était officier de la Légion du 9e Dragon dans la Bundesheer autrichienne. En 1918, il entra dans l'Armée Ukrainienne de Galicie et commanda le 2e régiment de cavalerie.
En 1919, il a combattu avec le 5e bataillon de Kherson République populaire ukrainienne. En 1920, une partie de ce bataillon fut retenu en Tchécoslovaquie, puis dans le camp d'Oujgorod.

## Dans l'OUN
Entre 1921 et 1929, il fut membre actif de l'Organisation militaire ukrainienne (UVO), l'un des conseillers les plus proches de Yevhen Konovalets. En janvier 1929, il participa au Premier Congrès des nationalistes ukrainiens à Vienne, où la création de l'Organisation des nationalistes ukrainiens OUN fut annoncée.
En 1933 Yary tenta d'obtenir un poste à l'Institut ukrainien fondé par l'hetman Skoropadsky à Berlin (au nom de l'OUN), mais il ne put obtenir de rendez-vous en raison de l'opposition des autorités nazies. Cette tentative entraîna une campagne de dénigrement dans la presse polonaise contre Yary et Konovalets, accusés d'être des agents pro-allemands.
En 1937 et 1938, il devint officier de liaison entre Yevhen Konovaletz et l'amiral Wilhelm Canaris responsable de l'Abwehr, et dirigea aussi des cours de formation d'espionnage auprès de l'UVO organisées par l'Abwehr. Il fut conseiller de Y. Konovaletz lors de ses discussions avec l'attaché militaire japonais.
Pendant les années 1930, il devint membre du Provid, le conseil dirigeant de l'Organisation des nationalistes ukrainiens. Il était un des seuls membres favorable à Stepan Bandera, quand l'organisation se scinda d'avec la faction d'Andry Melnyk. Son soutien à Bandera entraina la suspicion de quelques Ukrainiens contre Bandera, car il leur semblait suspect que de tous les membres du conseil de direction de l'OUN le seul qui n'était pas entièrement ukrainien choisisse de suivre Bandera.
L'influence de Yary sur Stepan Bandera joua un rôle dans la division de l'OUN entre ses deux factions OUN-B et OUN-M (B pour Bandera et M pour Melnyk). Après la division, Yari resta au sein de l'OUN-B, la faction de Bandera opposée à celle d'Andry Melnyk. En novembre 1940, il organisa le contact entre Bandera et l'Abwehr et mit en place le Bureau de l'OUN-B à Vienne.
C'est à son initiative, que furent créés les bataillons Nachtigall et Roland. Après la Déclaration de l'Indépendance de l'Ukraine, 1941, il reçut la charge d'Ambassadeur au Japon. À la même époque se répandit au sein de l'Einsatzgruppe B la rumeur suivant laquelle Yary et son épouse étaient juifs et cela fut un sujet d'attaques à leur encontre.
Après l'abrogation de l'indépendance de l'Ukraine par les nazis, Yari quitta le Gouvernement Général et vécut en Roumanie occupée Bukovine. En 1943, il fut arrêté par la Gestapo et envoyé au camp de concentration d'Oranienbourg-Sachsenhausen.

## Après la Seconde Guerre mondiale
Après la guerre Yari retourna dans sa maison en Autriche dans un secteur encore occupé par les Soviétiques. Les Soviétiques n'ont pas tenté de l'arrêter, ce qui conduisit Andry Melnyk à avoir des soupçons suivant lesquels il aurait travaillé pour les services de renseignements soviétiques. Toutefois, après sa retraite en Autriche, afin d'éviter la persécution soviétique, il rejoignit le secteur britannique. Après la guerre, il quitta entièrement la vie politique.

## Sources
- (uk)(In Ukrainian) О. Кучерук "Рико Ярий - загадка ОУН" Львів, ЛА "ПІРАМІДА" 2005.
- (ru)(In Russian) Chuyev, Sergei - Ukrainskyj Legion - Moscou, 2006
- (uk)І.К. Патриляк. Військова діяльність ОУН(Б) у 1940—1942 роках. — Університет імені Шевченко \Ін-т історії України НАН України Київ, 2004 p. 261-262
- (uk)"Енциклопедія українознавства" - Riko Yary

- (en) Cet article est partiellement ou en totalité issu de l’article de Wikipédia en anglais intitulé « Richard Yary » (voir la liste des auteurs).